# Abdolkarim Haeri Yazdi

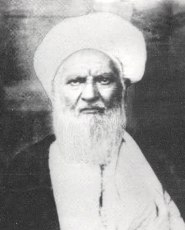
Abdolkarim Haeri Yazdi

Großajatollah Abdolkarim Haeri Yazdi (persisch عبدالكريم حائري يزدي; geb. 1859 in Meybod, Iran; gest. 30. Januar 1937) war ein berühmter schiitischer Geistlicher und Reformator der theologischen Ausbildung.

## Leben
Abdolkarim Haeri Yazdi erfuhr seine Ausbildung zum Geistlichen durch Ajatollah Mohammad Hasan Schirazi in Nadschaf. Nachdem die Politisierung der schiitischen Geistlichkeit im damaligen Osmanischen Reich in der Zeit von 1890 bis 1914 ständig zunahm, entschied sich Yazdi nach dem Ausbruch des Ersten Weltkrieges in den Iran in die Gegend von Arak zu ziehen. 1920 begab er sich nach Qom (Iran) und ließ sich dort nieder. Er gründete 1922 das islamische Seminar von Qom und plante dieses neben Nadschaf zur wichtigsten schiitischen Ausbildungsstätte zu machen.
Unter seinen Studenten befanden sich Mohammad Reza Golpayegani und Ruhollah Chomeini.

## Zitat
Großajatollah Yazdi zählte zusammen mit den Ajatollahs Na'ini und Isfahani zu den Unterzeichnern eines Telegramms an die „ulamā von Teheran“, in dem sie die Idee der Errichtung einer Republik durch Premierminister Reza Khan vehement ablehnten:

„Es wurden einige Ideen bezüglich der Errichtung einer Republik geäußert, was weder den Wünschen der Bevölkerung noch den Bedürfnissen des Landes entspricht. Als der Premierminister nach Qom kam, um sich von den Mujtahids zu verabschieden, forderten wir ihn auf, diese Ideen umgehend aufzugeben und keine Republik zu proklamieren. Er hat unsere Forderung akzeptiert. Möge Gott geben, dass jedermann diese Entscheidung voll und ganz und mit voller Dankbarkeit begrüßt.“